# Entoloma cuniculorum
Entoloma cuniculorum är en svampart som beskrevs av Arnolds & Noordel. 1979. Entoloma cuniculorum ingår i släktet Entoloma och familjen Entolomataceae.  Artens status i Sverige är: Ej påträffad. Inga underarter finns listade i Catalogue of Life.